# Gonimbrasia ufipana
Gonimbrasia ufipana är en fjärilsart som beskrevs av Embrik Strand 1911. Gonimbrasia ufipana ingår i släktet Gonimbrasia och familjen påfågelsspinnare. Inga underarter finns listade i Catalogue of Life.